# بهاء جغل

بهاء جغل
Bahaa Joughel (ولد في 1976 في سوريا) وهو معتقل حاليا في سجن سنجان في أنقرة. تمّ إلقاء القبض عليه عقب وصوله إلى تركيا في عام 2012 على خلفية اعترافات ذكر أنها أخذت تحت التعذيب من أشخاص اعتقلوا قبل 13عاما في فترة ما يسمى ب (28 شباط)، وهي فترة عرفت بأعمال التعذيب والتجاوزات القانونية في تركيا. وبالرغم من أنه لم يكن قد مضى إلا شهور عديدة على مغادرة بهاء لسجون بشار الأسد في سوريا، إلا أنه وفي تاريخ 12/6/ 2012 تلقى حكما قضائياً صادراً من محكمة أنقرة، يقضي بسجنه لمدة 12 عاما و6 أشهر بتهمة تأسيس وإدارة تنظيم سياسي محظور في تركيا.

## تعريف
بهاء من مواليد دمشق 1976، متزوج من سيدة تركية، ولديه طفلان.

## لمحة من حياته
كان بهاء قد استقر في أنقرة قادما إليها من المملكة العربية السعودية حيث يقيم أهله بعد مغادرتهم سوريا في خضم أحداث الثمانينات (في عهد الرئيس السابق حافظ الأسد). ونظرا لانحداره من أصول تركية، ورغبته في مرافقة أقارب له هناك، أسس بهاء بيته الجديد، وارتبط بزوجة من أنقرة، وبدأ حياته الأسرية ولمّا يتجاوز الثالثة والعشرين من عمره. كان ذلك عام 1999.
بعد فترة وجيزة من زواجه، وبسبب حضوره لدروس دينية، واجه بهاء حادثة غيّرت مجرى حياته، حيث تمّ اختطافه في وضح النهار من قبل المنظمة الاستخباراتية التركية MIT، اختفى بعدها خمسة أيام، ووفقا لبهاء ولمقربين إليه، فإنه قد تعرض لاختطاف أخضع فيه لضغوط نفسية ولتعذيب جسدي من قبل خاطفيه، مطالبين إياه تأسيس منظمة تنفذ أعمالا إرهابية داخل الأراضي التركية (تحت مسمى الجهاد) خدمة لأجندة تلك المنظمة، وأفاد بهاء في المحكمة بأنه رفض الاستجابة لمطلبهم، واستطاع الإفلات من قبضتهم بأعجوبة.

## الرحيل إلى باكستان
بعد حادثة الخطف مباشرة، غادر بهاء جغل تركيا إلى باكستان عابرا الحدود إلى إيران ثم إلى باكستان بأوراق ثبوتية مزورة لينجو بنفسه (كما ذكر فيما بعد في مرافعة الدفاع في المحكمة). ثم استقر في إسلام أباد واستقدم إليها لاحقا زوجته، ورزق فيھا بطفليه.

## تسليمه إلى سوريا
في أعقاب أحداث 11 سبتمبر 2001 والھجوم الأمريكي على أفغانستان، بدأت السلطات الأمريكية والباكستانية حملة اعتقالات وترحيل للأجانب المقيمين في باكستان، وكان بھاء جغل من ضمن أولئك، إذ احتجزته السلطات لمدة أربعة أشهر، خضع خلالها للتحقيق من قبل محققين أمريكيين وباكستانيين أعلنوا بعدها أن تحقيقاتھم أثبتت عدم انتمائه لأي تنظيم. ولكن بدلا من إطلاق سراحه، قاموا بتسليم بهاء إلى النظام السوري.

## 9 سنوات في سجون سوريا
في 4 / 5 / 2002 سلّم بهاء جغل إلى سوريا لتحتفظ به السلطات السورية كسجين سياسي طيلة 9 سنوات تلت من عمره.
مابين عامي 2002 -2011 تنقّل بهاء بين العديد من الفروع الأمنية وبين السجون. ولعل المحطة الأطول كانت في سجن صيدنايا الشهير.
احتجز بهاء بداية في شعبة الاستخبارات العسكرية في فرع فلسطين مدة عشرين شهرا (ذكرت مصادر حقوقية أنه قضاها في زنزانة انفرادية، معزولا عن العالم الخارجي، وممنوعا من الزيارات).
في عام 2005 أطلق سراح بهاء بموجب عفو رئاسي لعدة أشهر، ثم في تاريخ 26 / 12 / 2005 أعيد اعتقاله من جديد
قضى بهاء بعدها 6سنوات أخرى موقوفا دون توجيه تهمة محددة له، ودون محاكمة. وفي عام 2008 شهد بهاء أحداث مجزرة سجن صيدنايا التي قتل خلالها عشرات السجناء. وتعرض المعتقلون بعدها لمحاكمات وترحيل إلى فروع أمنية مختلفة وانتهى الأمر بمعظمهم إلى سجن عدرا كما هو الحال بالنسبة لبهاء.
في تاريخ 30 /10/ 2011، وفي خضم أحداث سوريا 2011-2013 تمّ إطلاق سراح بھاء جغل 

## اعتقاله ومحاكمته في تركيا
بعد الإفراج عنه من السجون السورية، توجه بھاء إلى تركيا عام 2012 للاجتماع بأسرته التي كانت قد غادرت سوريا إلى أنقرة بسبب أحداث الثورة، ولكن _وبعد 10 أيام _من وصوله إلى أنقرة وفي تاريخ 15 / 3 / 2012 تحديدا، تمّ إلقاء القبض على بهاء من قبل السلطات التركية. ووجهت إليه النيابة العامة تهمة تشكيل منظمة محظورة في الفترة التي كان فيھا خارج تركيا.(فترة 28 شباط).
عقدت جلسات المحاكمة وسط تكهنات بتبرئة بهاء من تلك التهمة، ولاسيما بعد أن اعترفت المنظمة الاستخباراتية MIT رسمياً أمام المحكمة أنھا قامت في عام 1999 باختطاف بھاء والاحتفاظ به لمدة خمسة أيام، وحصلت المحكمة على وثيقة رسمية تثبت ذلك. وكذلك تراجع أحد الشهود عن إفاداته السابقة، وقدم شهادة موثقة إلى المحكمة تفيد بأن اعترافاته السابقة ضد بهاء كانت قد انتزعت منه ومن زملائه تحت التعذيب. وتقدم محامي بهاء بطلب رسمي إلى المحكمة لاستدعاء باقي الشهود وأخذ أقوالهم بهذا الشأن، إلا أن هيئة المحكمة رفضت ذلك الطلب، وأصدرت في تاريخ 6/ 12 / 2012 حكمها بإدانة بهاء وسجنه مدة 12 عاما و6 شهور.

## حملة (العدالة من أجل بهاء)
شكّل الحكم القضائي صدمة في أوساط عائلة بهاء وأصدقائه، وانتقدوا قرار المحكمة واعتبروه قرارا خاضعا لضغوط الاستخبارات ومجحفا بحق بهاء.
(العدالة من أجل بهاء، Bahaa için Adalet ، Justice for Bahaa) كان هو الشعارالذي اختاروه لبدء حملتهم من أجل دعم بهاء، ومناهضة الشهادات المنتزعة تحت التعذيب كما أعلنوا في مواقعهم.

## وصلات خارجية
الموقع الرسمي لشرح قضية بهاء جغل Justice for Bahaa 

صفحة الفيسبوك Justice for Bahaa  على فيسبوك.
قناة Justice for Bahaa في يوتيوب